# L'alba del gran giorno
L'alba del gran giorno (Great Day in the Morning) è un film del 1956 diretto da Jacques Tourneur.
È l'ultimo western diretto da Tourneur.

## Trama
Alla vigilia della Guerra di secessione americana, il giocatore d'azzardo Owen Pentecost giunge a Denver, Colorado, attratto dalle speranza di ricchezza offerta dai nuovi giacimenti auriferi. A seguito di una fortunata partita di poker si ritrova proprietario di un saloon. Resterà coinvolto in un gioco amoroso tra due donne, una, Boston Grant, che lavora nel suo saloon e l'altra, Ann Merry Alaine, appena arrivata per aprire un negozio di moda. 
Tuttavia le cose si complicheranno quando giunge in città l'agente unionista Stephen Kirby, per raccogliere quanto più oro possibile utile alla causa della sua parte. 
Di parte confederata, Pentecost non dovrà soltanto scontrarsi con il suo rivale, ma anche con il resto della città di maggioranza unionista.